# 연갱요
연갱요(중국어 간체자: 年羹尧, 정체자: 年羹堯, 병음: nián gēng yáo 녠겅야오[*], 1679년 ~ 1726년 1월 13일)는 청나라 옹정제 시대의 장군 겸 정치인이다. 자는 양공(亮功)이다. 한군 양황기(鑲黃旗) 사람이다.

## 생애
순무라는 관직을 지낸 연하령(年遐齡)의 적차자(嫡次子)로 출생한 그는 강희제 때인 1700년 진사시에 합격하여 관직에 출사하였고 옹정제가 등극하기 전인 1715년, 즉 옹친왕 시절에 배다른 누이동생을 왕부에 측실로 시집보내어 훗날에 돈숙황귀비가 되게 하였다. 옹정제 옹립 후 변방을 안정시키는 등 혁혁한 군공을 세워 권세가 날로 높아졌으며 조정의 안정을 위해 옹정제의 아우들을 감시하는 역할도 맡았었다. 옹정제의 등극 공신으로서 받은 막강한 신임과 군사적 공적 그리고 누이의 총애를 믿고 군사와 정치에서 막강한 권력을 행사하였다.
훗날 막강한 군권을 틀어쥐고 오만방자하게 굴던 서북대장군 연갱요는 분노한 옹정제로부터 그 작위가 박탈되었고 1726년(옹정 4년) 옹정제의 명에 따라 독주를 마시고 자결하였으며 그가 죽은 후 옹정제에 의해 가산이 몰수되었다.